# Поперечная оптическая сила
Попере́чная опти́ческая си́ла (англ. transverse optical force) — явление, при котором лучи света могут притягивать и отталкивать друг друга. Сила действует вдоль оси, перпендикулярной световому пучку. Из-за её действия параллельные лучи могут сходиться или расходиться. Поперечная оптическая сила проявляется только на микроуровне и может быть использована в наноприборах, например, для переключения транзисторов. Экспериментально обнаружена командой исследователей Йельского Университета во главе с Hong Tang.